# Liste der Mitglieder des Landtages des Saarlandes (17. Wahlperiode)
- SPD: 29
- CDU: 19
- AfD: 3

Diese Liste gibt einen Überblick über die Mitglieder des Landtags des Saarlandes der 17. Wahlperiode. Die konstituierende Sitzung des Landtags fand am 25. April 2022 statt.

## Zusammensetzung
Nach dem endgültigen amtlichen Endergebnis der Landtagswahl am 27. März 2022 verteilten sich die 51 Mandate im Landtag wie folgt:
| Fraktion | Zu Beginn der Legislaturperiode | Letzter Stand | Abgänge                               | Zugänge                               |
| -------- | ------------------------------- | ------------- | ------------------------------------- | ------------------------------------- |
| SPD      | 29                              | 29            | Thul                                  | Kaya-Karadağ                          |
| CDU      | 19                              | 19            | Funk, Strobel, Pavel, Speicher, Theis | Reiter, Fretter, Johann, Salm, Schorr |
| AfD      | 3                               | 3             |                                       |                                       |
| Gesamt   | 51                              | 51            |                                       |                                       |

## Präsidium
Die SPD-Abgeordnete Heike Becker wurde in der konstituierenden Sitzung des Landtags am 25. April 2022 zur Präsidentin des Landtags gewählt. Sie ist damit die erste Frau auf dieser Position im Saarland.
| Funktion                 | Mitglied des Landtages | Fraktion | gewählt am     |
| ------------------------ | ---------------------- | -------- | -------------- |
| Präsidentin des Landtags | Heike Becker           | SPD      | 25. April 2022 |
| Erste Vizepräsidentin    | Dagmar Heib            | CDU      | 18. Mai 2022   |
| Zweite Vizepräsidentin   | Christina Baltes       | SPD      | 18. Mai 2022   |
| Erster Schriftführer     | Raphael Schäfer        | CDU      | 18. Mai 2022   |
| Zweite Schriftführerin   | Martina Holzner        | SPD      | 18. Mai 2022   |
| Dritter Schriftführer    | Carsten Becker         | AfD      | 18. Mai 2022   |

## Fraktionsvorstände
| Fraktion | Vorsitzende                                                         | Stellvertretende Vorsitzende                                    | Parlamentarische Geschäftsführer |
| -------- | ------------------------------------------------------------------- | --------------------------------------------------------------- | -------------------------------- |
| SPD      | Ulrich Commerçon                                                    | Timo Ahr Pascal Arweiler Kira Braun                             | Martina Holzner                  |
| CDU      | Alexander Funk (bis 30. Mai 2022) Stephan Toscani (ab 30. Mai 2022) | Jutta Schmitt-Lang Roland Theis Anja Wagner-Scheid Bernd Wegner | Raphael Schäfer                  |
| AfD      | Josef Dörr                                                          | Christoph Schaufert                                             | Carsten Becker                   |

## Abgeordnete
| Bild | Name                        | Geburtsjahr | Fraktion (ggf. Partei) | Wahlkreis   | Bemerkungen                                                                                 |
| ---- | --------------------------- | ----------- | ---------------------- | ----------- | ------------------------------------------------------------------------------------------- |
|      | Timo Ahr                    | 1993        | SPD                    | Saarlouis   |                                                                                             |
|      | Pascal Arweiler             | 1992        | SPD                    | Saarbrücken |                                                                                             |
|      | Christina Baltes            | 1962        | SPD                    | Neunkirchen |                                                                                             |
|      | Alexandra Becker            | 1995        | SPD                    | Landesliste |                                                                                             |
|      | Carsten Becker              | 1990        | AfD                    | Saarlouis   |                                                                                             |
|      | Petra Berg                  | 1964        | SPD                    | Saarlouis   | Ministerin der Justiz; Ministerin für Umwelt, Klima, Mobilität, Agrar und Verbraucherschutz |
|      | Kira Braun                  | 1995        | SPD                    | Saarbrücken |                                                                                             |
|      | Ulrich Commerçon            | 1968        | SPD                    | Saarbrücken | Fraktionsvorsitzender                                                                       |
|      | Pascal Conigliaro           | 1977        | SPD                    | Neunkirchen |                                                                                             |
|      | Josef Dörr                  | 1938        | AfD                    | Saarbrücken | Fraktionsvorsitzender                                                                       |
|      | Petra Fretter               | 1959        | CDU                    | Saarbrücken | nachgerückt am 1. Juli 2022 für Peter Strobel                                               |
|      | Sascha Haas                 | 1990        | SPD                    | Saarbrücken |                                                                                             |
|      | Tobias Hans                 | 1978        | CDU                    | Landesliste |                                                                                             |
|      | Julia Harenz                | 1994        | SPD                    | Saarlouis   |                                                                                             |
|      | Dagmar Heib                 | 1963        | CDU                    | Saarlouis   |                                                                                             |
|      | Martina Holzner             | 1976        | SPD                    | Landesliste |                                                                                             |
|      | Sandra Johann               | 1985        | CDU                    | Neunkirchen | nachgerückt am 14. September 2022 für Tanja Pavel                                           |
|      | Reinhold Jost               | 1966        | SPD                    | Saarlouis   | Minister für Inneres, Bauen und Sport                                                       |
|      | Magnus Jung                 | 1971        | SPD                    | Neunkirchen | Minister für Arbeit, Soziales, Frauen und Gesundheit                                        |
|      | Sevim Kaya-Karadağ          | 1972        | SPD                    | Neunkirchen | nachgerückt am 18. Mai 2022 für Sebastian Thul                                              |
|      | Réka Klein                  | 1989        | SPD                    | Landesliste |                                                                                             |
|      | Stefan Löw                  | 1962        | SPD                    | Neunkirchen |                                                                                             |
|      | David Maaß                  | 1984        | SPD                    | Landesliste |                                                                                             |
|      | Stephanie Meiser            | 1971        | SPD                    | Saarbrücken |                                                                                             |
|      | Ute Mücklich-Heinrich       | 1960        | CDU                    | Landesliste |                                                                                             |
|      | Sandra Quinten              | 1970        | SPD                    | Saarlouis   |                                                                                             |
|      | Maximilian Raber            | 1992        | SPD                    | Neunkirchen |                                                                                             |
|      | Anke Rehlinger              | 1976        | SPD                    | Saarlouis   | Ministerpräsidentin                                                                         |
|      | Jonas Reiter                | 1996        | CDU                    | Neunkirchen | nachgerückt am 1. Juli 2022 für Alexander Funk                                              |
|      | Christopher Salm            | 1994        | CDU                    | Landesliste | nachgerückt am 1. Oktober 2024 für Marc Speicher                                            |
|      | Florian Schäfer             | 1986        | SPD                    | Saarlouis   |                                                                                             |
|      | Raphael Schäfer             | 1981        | CDU                    | Saarlouis   |                                                                                             |
|      | Hermann-Josef Scharf        | 1961        | CDU                    | Neunkirchen |                                                                                             |
|      | Christoph Schaufert         | 1969        | AfD                    | Neunkirchen |                                                                                             |
|      | Nadia Schindelhauer         | 1986        | SPD                    | Neunkirchen |                                                                                             |
|      | Frank Schmidt               | 1980        | SPD                    | Saarbrücken |                                                                                             |
|      | Sebastian Schmitt           | 1988        | SPD                    | Saarlouis   |                                                                                             |
|      | Jutta Schmitt-Lang          | 1982        | CDU                    | Landesliste |                                                                                             |
|      | Sebastian Schorr            | 1989        | CDU                    | Neunkirchen | nachgerückt im April 2025 für Roland Theis                                                  |
|      | Flora-Elisa Schröder        | 1988        | SPD                    | Saarbrücken |                                                                                             |
|      | Damhat Sisamci              | 1993        | SPD                    | Landesliste |                                                                                             |
|      | Christine Streichert-Clivot | 1980        | SPD                    | Neunkirchen | Ministerin für Bildung und Kultur                                                           |
|      | Alwin Theobald              | 1968        | CDU                    | Neunkirchen |                                                                                             |
|      | Stefan Thielen              | 1977        | CDU                    | Saarlouis   |                                                                                             |
|      | Stephan Toscani             | 1967        | CDU                    | Neunkirchen | Fraktionsvorsitzender ab 30. Mai 2022                                                       |
|      | Frank Wagner                | 1977        | CDU                    | Saarlouis   |                                                                                             |
|      | Anja Wagner-Scheid          | 1974        | CDU                    | Saarbrücken |                                                                                             |
|      | Patrick Waldraff            | 1987        | CDU                    | Saarlouis   |                                                                                             |
|      | Bernd Wegner                | 1957        | CDU                    | Saarbrücken |                                                                                             |
|      | Heike Winzent               | 1976        | SPD                    | Neunkirchen | Präsidentin des Landtags                                                                    |
|      | Sascha Zehner               | 1973        | CDU                    | Saarbrücken |                                                                                             |

## Ausgeschiedene Landtagsabgeordnete
| Bild | Mitglied des Landtages | geb. | Partei | Wahlkreis   | Anmerkungen | Nachrücker         |
| ---- | ---------------------- | ---- | ------ | ----------- | --- | ------------------ |
|      | Alexander Funk         | 1974 | CDU    | Neunkirchen | Fraktionsvorsitzender bis 30. Mai 2022; ausgeschieden am 30. Juni 2022                                                                     | Jonas Reiter       |
|      | Tanja Pavel            | 1972 | CDU    | Neunkirchen | † 16. Juli 2022 | Sandra Johann      |
|      | Marc Speicher          | 1984 | CDU    | Landesliste | ausgeschieden am 30. September 2024, wurde Oberbürgermeister von Saarlouis                                                                 | Christopher Salm   |
|      | Peter Strobel          | 1970 | CDU    | Saarbrücken | ausgeschieden am 30. Juni 2022, wurde Geschäftsführer von Saartoto                                                                         | Petra Fretter      |
|      | Sebastian Thul         | 1980 | SPD    | Neunkirchen | ausgeschieden am 26. April 2022 nach Ernennung zum Staatssekretär im Ministerium für Umwelt, Klima, Mobilität, Agrar und Verbraucherschutz | Sevim Kaya-Karadağ |
|      | Roland Theis           | 1980 | CDU    | Neunkirchen | ausgeschieden im April 2025 nach der Wahl in den 21. Deutschen Bundestag.                                                                  | Sebastian Schorr   |